# Mensagem a Garcia
Mensagem a Garcia (título original em inglês A Message to Garcia) é um ensaio escrito por Elbert Hubbard e que se transformou em dois filmes. Foi inicialmente publicado como um enxerto sem título para a edição da revista Philistine de março de 1899, que ele editava, mas logo foi reeditada como um panfleto e um livro. A obra se tornou muito popular, sendo traduzida em 37 línguas, e se tornou uma bem conhecida alusão na cultura popular e comercial americana e européia até a metade do século XX.
Embora Hubbard tenha afirmado "Eis um homem cuja forma deveria ser imortalizada em bronze e a sua estátua erigida em todos os colégios da Terra", a intenção real do ensaio nada tinha a ver com o heroísmo do personagem. Ao contrário constituía-se em uma exaltação a pessoas diligentes e com autonomia para executar tarefas. Por essa razão, empresas e indústrias em toda a parte mandaram imprimir cópias do texto, distribuindo-as aos seus funcionários, tornando-o em um sucesso mundial instantâneo. Hubbard ganhou mais de 250 mil dólares em royalties.

## Sinopse
O ensaio relata a história de "um camarada de nome Rowan" que heroicamente, contra todas as adversidades, entregou uma mensagem do presidente estadunidense McKinley ao general Calixto Garcia Íñiguez, líder das forças rebeldes cubanas durante a Guerra Hispano-Americana. O personagem foi inspirado na biografia do tenente Andrew Summers Rowan, que combateu naquele conflito, que de resto foi completamente ignorada por Hubbard.

## Filmes
A Message to Garcia foi transformada em filme em 1916 por Thomas A. Edison Inc.. O filme mudo foi dirigido por Richard Ridgely e estrelado por Mabel Trunnelle, Robert Conness, e Charles Sutton como Garcia.
Um filme falado, sobre o mesmo tema, foi produzido em 1936 pela Twentieth Century Fox, e que foi dirigido por George Marshall e elenco com Wallace Beery, Barbara Stanwyck, John Boles, Alan Hale, Herbert Mundin, Mona Barrie, e Enrique Acosta como Garcia.